# Tusten (New York)
Tusten est une ville du comté de Sullivan, dans l'État de New York, aux États-Unis,. En 2010, elle compte une population de 1 515 habitants.

## Démographie
Lors du recensement de 2010, la ville comptait une population de 1 515 habitants, tandis qu'en 2016, elle est estimée à 1 466 habitants.